# Église Saint-Symphorien de Ponthion
L'église Saint-Symphorien de Ponthion est une église gothique construite au XVe siècle, dédiée à saint Symphorien et située dans le département de la Marne.

## Historique

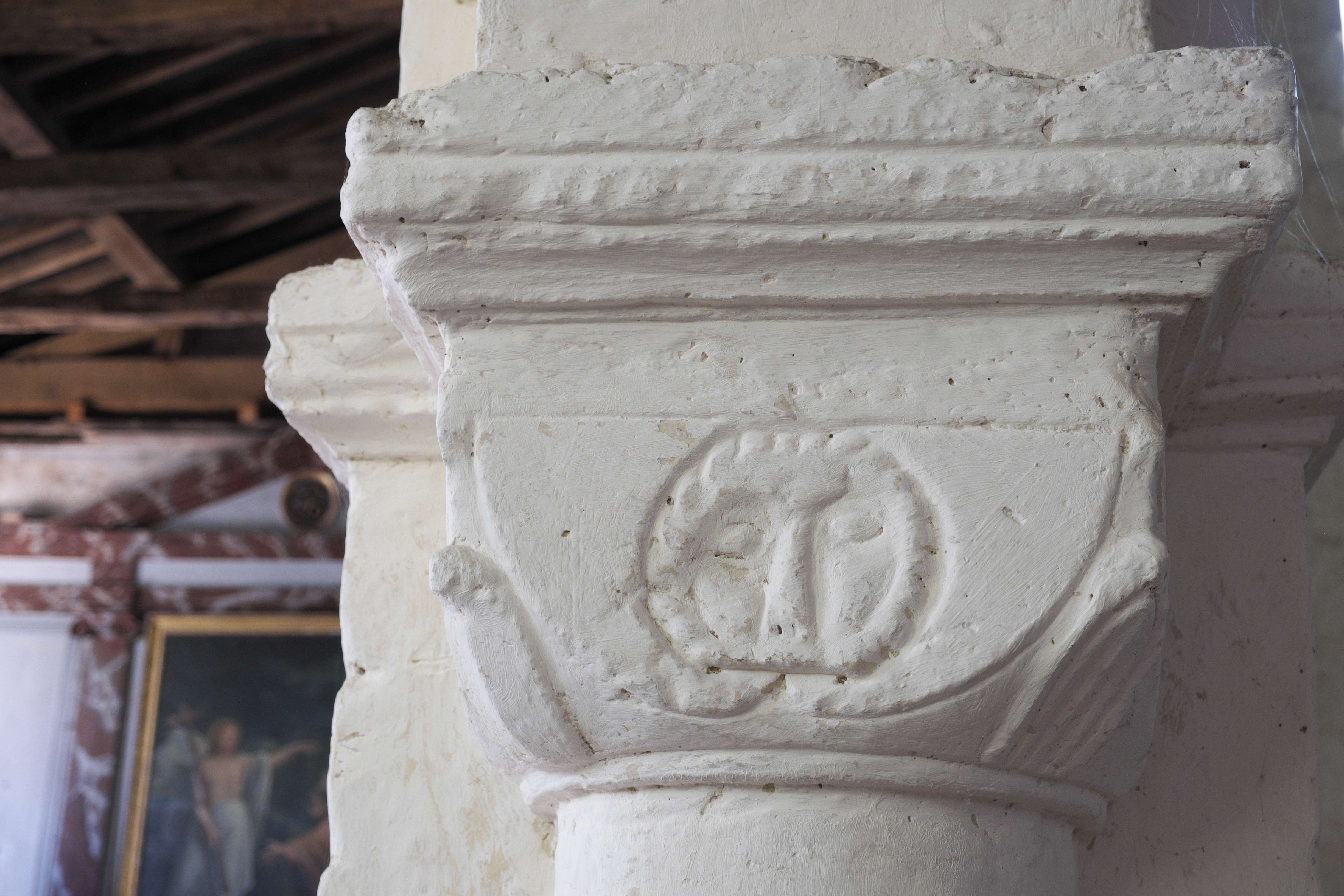
Chapiteau carolingien de la nef représentant une tête d'archange.

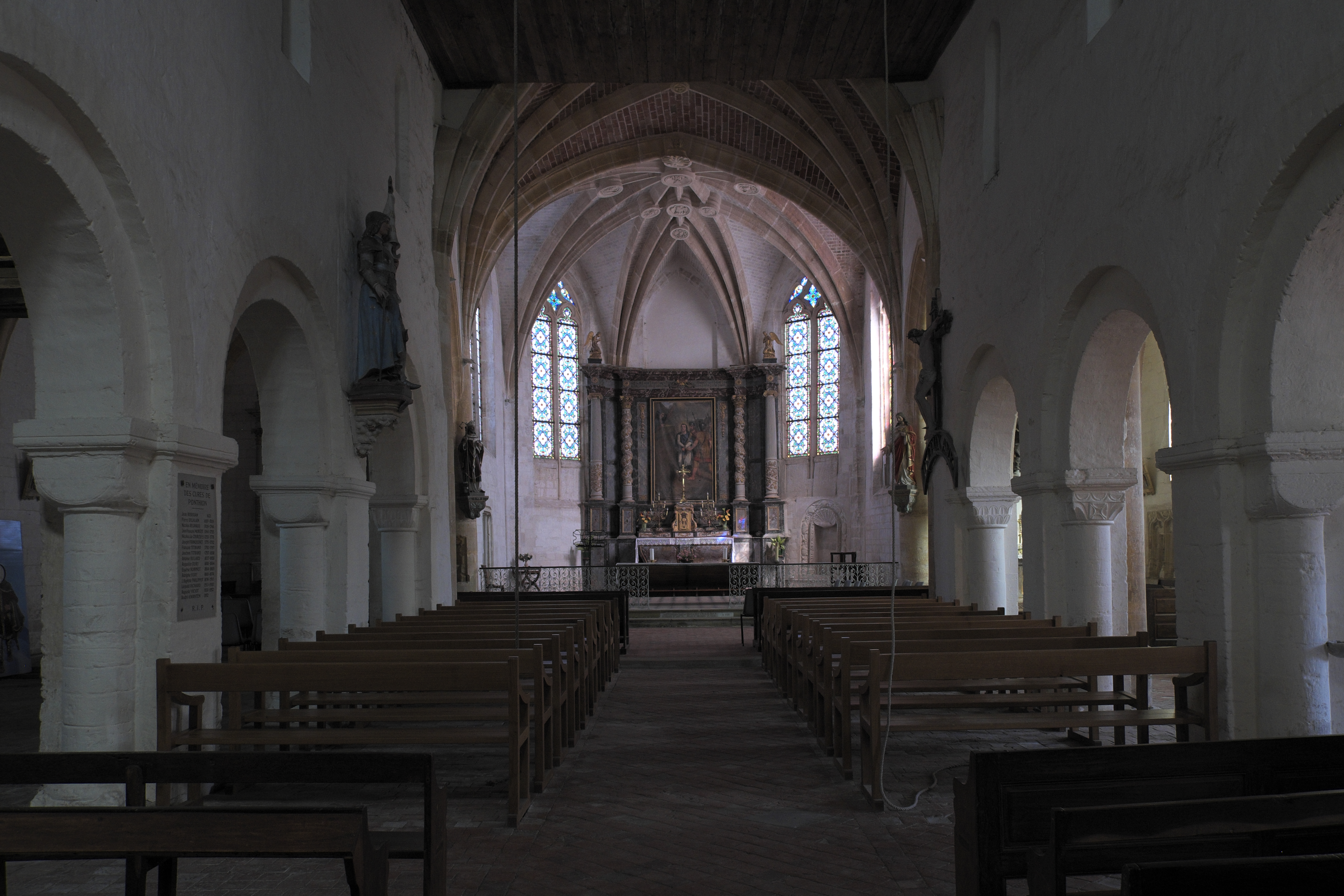
Vaisseau central.

Ponthion est entré dans l'histoire par l'entrevue dans la villa royale de Ponthion, le 6 janvier 754, entre le pape Étienne II et Pépin le Bref proclamé roi en 751. Pépin a été sacré roi par le pape à Saint-Denis, en 754. Le domaine a été saccagé en 952 par Louis IV d'Outremer.
Des vestiges carolingiens ont été réutilisés dans la partie de l'église construite à la fin du XIe siècle. Étienne Paillard émet l'hypothèse que l'église du XIe siècle a été construite à l'emplacement de l'aula de la villa royale. Il reste de cette église de la fin du XIe siècle les piliers de la nef et la façade. Le porche a été construit vers 1180.
Le village est ravagé en 1419 par une troupe bourguignonne et anglaise commandée par Jean II de Luxembourg-Ligny. En 141[Quand ?], René d'Anglure présente à Charles VIII une requête en faveur de son domaine indiquant que la ville de Ponthion est en ruines et presque déserte depuis l'an 1419. La reconstruction du chœur et du transept ainsi que le bas-côté droit est entreprise entre la fin du XVe siècle et le début du XVIIe siècle. La clé de la croisée du transept  porte les armes des familles d'Anglure et d'Haraucourt qui sont alors alliées.
La seigneurie de Ponthion a été vendue en 1693 à Pierre Delaistre, avocat au bailliage de Vitry-le-François. Sa veuve a cédé la seigneurie à Bernard Maurice de Frédy, époux de Catherine d'Ianowitz de Biesme. Ils ont procédé à des aménagements dans l'église. Des travaux de charpente sont faits en 1688. Les voûtes des chapelles nord et sud en 1732, puis de la flèche, en 1767, puis de la charpente en 1778. En 1791, Pierre-Louis de Frédy, dernier seigneur de Ponthion, part en exil. L'église est dévastée le 13 juillet 1794.
Les voûtes de l'abside et du chœur sont entièrement refaites en 1866. L'église est remise en état en 1929-1932.
L’église est classée au titre des monuments historiques par arrêté 23 décembre 1924.